# باري سلوان
باري سلوان (بالإنجليزية: Barry Sloane) هو ممثل بريطاني ولد بتاريخ 10 فيفري 1981 في ليفربول ,ميرسيسايد.

## أعماله
من أعماله مسلسل الإنتقام وفيلم نوح.

## وصلات خارجية
- باري سلوان على موقع IMDb (الإنجليزية)
- باري سلوان على موقع قاعدة بيانات برودواي على الإنترنت (الإنجليزية)
- باري سلوان على موقع قاعدة بيانات الفيلم (الإنجليزية)

صفحته على IMDb